# Rhodesiella lucidifrons
Rhodesiella lucidifrons är en tvåvingeart som först beskrevs av Meijere 1919.  Rhodesiella lucidifrons ingår i släktet Rhodesiella och familjen fritflugor. Inga underarter finns listade i Catalogue of Life.